# Leptokoenenia gallii
Espèce
Synonymes
- Eukoenenia gallii Christian, 2009

Leptokoenenia gallii est une espèce de palpigrades de la famille des Eukoeneniidae.

## Distribution
Cette espèce est endémique de Ligurie en Italie. Elle se rencontre dans le sol d'une forêt de Chêne-liège à Bergeggi dans la province de Savone.

## Description
La femelle holotype mesure 0,980 mm et le mâle paratype 0,970 mm.

## Étymologie
Cette espèce est nommée en l'honneur de Loris Galli de l'Université de Gênes.

## Publication originale
- Christian, 2009 : A new soil-dwelling palpigrade species from northern Italy (Palpigradi: Eukoeneniidae). Zootaxa, no 2136, p. 59-68.